# Mørvig
Mørvig (dansk) eller Mürwik (tysk) er en bydel i det nordøstlige Flensborg beliggende ved Flensborg Fjord i landskabet Angel i delstaten Slesvig-Holsten, Nordtyskland. Overordnet kan bydelen inddeles i distrikterne; Stützpunkt (Marinestationen), Osbæk, Vandløs, Friedheim (Fredhjem) og Solitude. Bydelens centrum er det nyskabte Tved Plads (Tved Plak). Områder ud mod fjorden er Tved Mark og Farnæsodde. Med til Mørvig hører også området Klosterskov. Mørvig grænser i sydvest til Fruerlund, i sydøst til Engelsby og i nordøst til nabobyen Lyksborg (Mejervig).
Stednavnet optræder første gang i 1734 og henføres til myr (oldnordisk mȳrr) for mose. Stednavnet betyder altså mosens bugt. Endnu i 1800-tallet var Mørvig en lille bebyggelse ved Mørvig Bugt, der hørte under Adelby Sogn (Husby Herred, Flensborg Amt) og senere under Fruerlund kommune. Først i slutningen af 1800-tallet udviklede Mørvig sig til et populært badested for flensborgerne. Det blev populært at bade i det fri og det tiltrak gæster fra Flensborg og andre steder. To hoteller blev bygget. I 1903 blev arealet ud ved fjorden opdaget af den tyske marine og marinestationen Mørvig blev anlagt, som op til i dag præger billedet af Mørvig. I 1910 blev Mørvig (som del af Fruerlund) indlemmet i Flensborg.
Bydelen Mørvig har fra at være en enklave for marinen efterhånden udviklet sig til at blive Flensborgs største bydel. Mørvig har nu cirka 14.344 indbyggere og omfatter ud over det gamle Mørvig også dele af de indtil 1910 selvstændige kommuner Tvedskov, Tved og Fruerlund. I 1952 fik Kraftfahrt-Bundesamt (Forbundskontoret for motorkøretøjer) til huse i Mørvig. Foruden andre opgaver, som at give tilladelser til brug af nyudviklede biltyper / bilprodukter, er det centrale register for færdselsovertrædelser i Tyskland under departementet. I Tyskland kendt som Verkehrssünderkartei (Færdselssynderregister), hvor visse overtrædere af færdselsloven tildeles strafpoint.

## Eksterne links
- Wikimedia Commons har flere filer relateret til Mørvig